# Calendario celtico
Il calendario celtico era suddiviso in periodi di tempo legati soprattutto all'astronomia ed alle stagioni, per ovvi motivi di attività relative alla pastorizia, all'agricoltura, alla pesca e alla cacciagione. I periodi di tempo erano cadenzati da feste e ricorrenze di carattere rituale e propiziatorio, spesso legate a momenti periodici sia solari che lunari. I solstizi e gli equinozi solari segnavano momenti significativi del percorso del sole, ovvero la massima altezza nel solstizio d'estate, minima nel solstizio d'inverno, e intermedia agli equinozi. Tracciando, infatti, il percorso apparente del sole nel cielo durante l'intero anno, continuato anche sotto l'orizzonte, i Celti ottennero la forma geometrica della spirale, simbolo molto utilizzato nelle loro rappresentazioni.
L'anno celtico era il periodo di tempo con il quale i Celti (le antiche popolazioni di lingua celtica sparse nell'Europa nord-occidentale e centrale dall'Età del Ferro al II secolo a.C. circa), misuravano l'intero anno solare.

## Suddivisione
In particolare, l'intero anno tropico era diviso da due feste importanti, dette anche "feste del fuoco":
- il Samhain, che corrisponde all'attuale 31 ottobre-1º novembre: indicava l'ingresso nella parte oscura dell'anno, ovvero l'autunno-inverno, il ricovero del bestiame e del raccolto, un tempo di pausa, di freddo, e che fu poi collegato con l'attuale ricorrenza di Halloween.
- il Beltain o Beltane, che corrisponde all'attuale 30 aprile-1º maggio, che indicava l'inizio della primavera-estate, il risveglio della natura, la fecondità e l'abbondanza, il caldo, la "vigilia di maggio", che si svolgeva sotto la protezione dello "Splendente", cioè il dio Belanu. Fu poi assimilata con le varie feste della Regina di maggio, May Day e Calendimaggio.

## Ricorrenze minori
Esistevano poi altre ricorrenze, legate sempre a dei momenti astronomici, anche se non vi è traccia certa della loro importanza nella tradizione celtica, poiché i Celti, nel tempo, le accorparono nelle due feste maggiori sopracitate.

- Alban Eiler (rigenerazione o luce primaverile), ricorrenza legata all'equinozio di primavera, ovvero il 20-21 marzo, e che si fonderà presto con le antiche feste germaniche legate ad Ostara.
- Alban Elfed (rigenerazione o luce autunnale), ricorrenza legata all'equinozio di autunno, 21-22 settembre, era la ricorrenza in preparazione del Samhain, e veniva chiamata anche Mabon, dal nome della divinità celtica solitamente rappresentata da una cornucopia e una cesta, a indicare la raccolta della vita nelle sementi dei frutti autunnali, da conservare nell'inverno per il prossimo risveglio stagionale.
- l'Oimelc o Imbolc, 31 gennaio-1º febbraio, invece indicava il tempo dell'allontanamento dall'inverno, caratterizzato da un breve periodo di assenza di feste, ad eccezione di quelle femminili legate alla fertilità.
- il Lughnasadh segnava la riunione della tribù, o clan, in piena estate tra il 30 luglio e il 1º agosto.
- Alban Hefin, (rigenerazione o luce estiva), corrisponde al solstizio d'estate del 21 giugno, dove Hefin poteva significare anche riva, poiché quel giorno la luce risplendeva sugli specchi d'acqua in maniera molto più diffusa, quasi a fondersi insieme al cielo in un'unica luce. Nella mitologia celtica, l'estate apparteneva al regno di Oak, il cui simbolo era l'albero di quercia.
- Il solstizio d'inverno del 21 dicembre, non fu identificato con un preciso nome celtico, in quanto fu subito assimilato ad altri rituali dell'Europa settentrionale, chiamati Yule prima, quindi assimilati dai Saturnali romani, conglobando anche altri riti, sempre legati allo stesso periodo invernale (come ad esempio il Nollag, ovvero il "periodo natalizio" gaelico). Nella mitologia celtica era rappresentato dall'albero di holly, in inglese "agrifoglio".

## Il calendario di Coligny

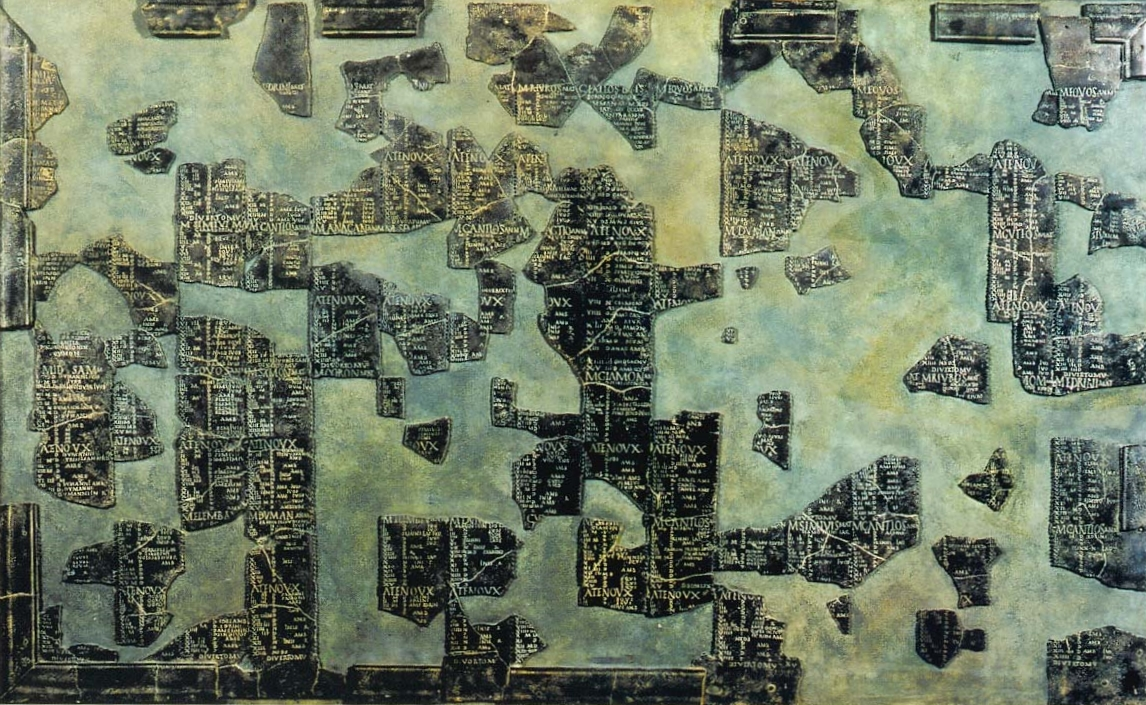
Il calendario di Coligny.

Abbiamo una sola prova dell'esistenza del calendario celtico: il calendario di Coligny gallico, ritrovato nel 1897 a Coligny (in Francia). Risale al I secolo d.C. circa e consiste in frammenti di bronzo incisi, dalla cui analisi lo studioso J. Monard ipotizzò che fosse un autentico calendario lunisolare druidico.
Secondo le ipotesi più accreditate, calcola il principio dei mesi dal plenilunio oppure dal primo quarto, anziché dal novilunio (o luna nuova), come avviene invece nei calendari lunisolari in uso oggi (ad esempio, quello ebraico e quello cinese).
Ogni mese era lungo 29 o 30 giorni ed era diviso in due parti, la prima "luminosa" e la seconda "oscura". I mesi di 29 giorni erano considerati infausti, mentre quelli di 30 erano fausti.
Come tutti i calendari lunisolari, il calendario di Coligny aggiunge periodicamente un tredicesimo mese all'anno, per mantenere i mesi lunari grosso modo sincronizzati con le quattro stagioni dell'anno solare. Nel calendario di Coligny, gli anni di tredici mesi ("abbondanti" o "embolismici", il mese aggiuntivo viene comunemente detto "intercalante" o "intercalare") ricorrevano due volte ogni quinquennio: un ciclo lunisolare simile, ma meno preciso, del più comune ciclo di Metone (usato, per esempio, nel calendario ebraico), nel quale gli anni embolismici ricorrono sette volte ogni diciannove anni. In altri termini, il calendario di Coligny prevedeva un 40% di anni embolismici, contro il 38,84% del ciclo di Metone.
Il nuovo giorno è calcolato da tramonto a tramonto: ogni festa di conseguenza si celebrava a partire dalla notte precedente e quindi dalla sua vigilia. Questo particolare fa pensare che la disposizione di alcune feste cristiane nel calendario possano essere state influenzate dalle usanze celtiche.
Nei pressi del lago d'Antre, situato nel territorio del comune Villards-d'Héria, sono stati rinvenuti frammenti appartenenti ad un calendario celtico simile a quello del calendario di Coligny .

## Etimologia dei nomi dei mesi

### Attributi dei mesi

#### Mat
Fausto, favorevole.
L'attributo matu- è riservato ai mesi di 30 giorni, normalmente sotto l'abbreviazione mat o m, e si oppone all'attributo anm[atu-] tipico dei mesi di 29 giorni. Eccezione a questa regola il mese di Equos che pur avendo 30 giorni è classificato Anm[atu-].
Nel celtibero troviamo il termine matuś che potrebbe significare "buono, favorevole", interpretazione rafforzata dall'irlandese arcaico maith "buono, eccellente, vantaggioso, fausto", dal gallese mad "fortunato, di buon augurio" e dal bretone arcaico mat "buono".
Anche il latino mātūrus "favorevole, che si produce nel momento giusto" evidenzia il prefisso mat-.
Altre conferme derivano dagli antroponimi (i nomi delle persone) gallici che dovrebbero confermarne l'interpretazione, il nome celtico Matu-genos ad esempio significherebbe infatti "fortunato, nato sotto una buona stella".

#### Anmat
Infausto, sfavorevole, incompleto.
Anm[atu-] è l'attributo dei mesi di 29 giorni. An rappresenta il prefisso negativo del termine matu-, ne ribalta perciò i significati. Evidentemente i mesi di 29 giorni erano visti come mesi incompleti e per questo poco propizi.

#### Atenoux
Ritorno ciclico, rinnovamento.
Troviamo questo termine all'inizio di ogni seconda quindicina di giorni di ogni mese del calendario di Coligny. Esso è composto dal termine noux preceduto dal prefisso ate- il cui significato è ben conosciuto in quanto attestato in altri testi gallici e indica la ripetizione di qualcosa.
L'interpretazione del termine noux invece si è evoluta con i progressi della linguistica gallica, inizialmente era stato associato allindoeuropeo nokt- “notte”, ipotesi che si è poi rivelata sbagliata in quanto questa radice non accetta mai il dittongo -ou- che invece riscontriamo nel termine noux ed inoltre nel calendario “notte” è tradotto con il termine -nox nella parola trinox- relativa alla festa di Samain.
È invece più probabile che noux derivi dall'indoeuropeo neuk- “oscurità” il che darebbe unito al prefisso ate- il significato “di nuovo l'oscurità, ritorno al periodo scuro”, già più coerente con la struttura del calendario (atenoux coincide con la luna nuova) e l'approccio druidico al tempo.
L'ipotesi è confermata dalla comparazione con l'irlandese arcaico athnughud “rinnovamento”, con l'irlandese moderno athnuaigh “rinnovare” e athnuachan “rinnovamento”, basati sulla radice indoeuropea neu- “nuovo”.
Altra interpretazione, sempre nella stessa direzione, è quella che vede atenoux composto da ate- en oux (o oups-) da tradursi in “di nuovo in ascesa”, cioè come segnale di lettura posto sul calendario di Coligny ad indicare il ciclico inizio della fase montante della luna.

### Nomi dei mesi

#### Samon
Mese dell'incontro con gli Avi.
È il nome abbreviato del primo mese del calendario di Coligny, il termine originale samonios o samonos o anche samonis lo troviamo in altre forme abbreviate: samo-, sam- e samoni al genitivo.
Il termine sembrerebbe contenere la particella samo- che sia nelle lingue galliche che nell'indoeuropeo significa “estate” ed essendo posizionato esattamente a sei mesi di distanza dal mese di Giamoni(o)s, il cui significato è attestato come “Fine dell'inverno”, la traduzione che sembrerebbe essere più probabile è “Fine dell'estate”.
Nonostante queste apparenti evidenze è forse più verosimile che Samonios abbia anche altri significati, lasciando al mese di Edrini il compito di chiudere ufficialmente la bella stagione, anche in accordo con i tempi agricoli.
Secondo alcune ipotesi sempre più accreditate tra gli studiosi il termine irlandese Samain così come il gallico Samoni(o)s, pur contenendo il prefisso samo-, avrebbe poca attinenza con l'estate, anzi alcuni ritengono che potrebbe addirittura fare riferimento al solstizio invernale anche se tale ipotesi è poco accreditata. In effetti è verosimile che il significato di samonios sia prossimo a quello di “assemblea, riunione”, da cui l'antico irlandese samain (termine che deriva da essaim e che indica le api), anche in sanscrito sàmanam significa “assemblea, riunione, festa”, nell'antico norreno saman significa “insieme, gruppo”, infine la radice indoeuropea sem-, som-, sm- significa proprio “insieme”.
Dal gallico samoni(o)s deriva indubbiamente il nome della festa panceltica di Samain, dedicata ai morti. Infatti troviamo sul calendario di Coligny in coincidenza con il 17º giorno di Samonios l'indicazione trinox samo[ sindiv (trinoxtion Samoni sindiu) "da oggi la festa delle tre notti di Samonios".
La festa è ancora celebrata oggi sotto altri nomi e secondo il folklore moderno durante questo periodo le entità soprannaturali e gli spiriti degli Avi e dei morti in generale entrano in contatto con i viventi.
Ricollegando perciò la festa di Trinoxtion Samoni alla moderna festa irlandese di Samain, passata in tempi più recenti al resto del mondo anglofono come Halloween, e facendo riferimento poi ad allocuzioni simili in greco e sanscrito il significato diventa “momento (luogo) di incontro con gli Avi” o “riunione con i Padri” (sm-uid- e sam-vid).

#### Duman
Mese delle fumigazioni.
È la forma abbreviata di dumanios o dumanos o dumanis, secondo mese del calendario celtico, la si trova anche come dumann, dumn ed al genitivo come dumanni, dumani.
È prossima al termine latino fumus, sanscrito dhumah, lituano dumai “fumoso”, greco thumos “anima, cuore” e thumiao “fare fumare”.
La relazione tra “fumo, vapore” e “anima, forza vitale” è insita nel termine e potrebbe indicare la natura sacrificale e senza dubbio rituale di questo mese.

#### Riuros
Mese del freddo intenso.
È nome del terzo mese del calendario di Coligny e non ne sono conosciute abbreviazioni. Normalmente il termine riuros viene messo in relazione all'omologo dell'irlandese arcaico réud “grande freddo”, al gallese rhew “gelo, freddo intenso”, al bretone reo e rev “grande freddo”, tutti termini derivanti dalla comune radice indoeuropea preus-, che ritroviamo anche nel latino pruina “gelata bianca” da cui l'italiano brina, nel germanico friosan “gelare” e nel sanscrito prusva “gelata”. Qualche studioso lo fa derivare da ro-iuos che significa “grande festa”, ma è una traduzione che contrasta troppo fortemente con l'interpretazione più comune.

#### Anagan
Mese del riposo.
È la forma abbreviata del termine [a]nagtio- che troviamo sul calendario di Coligny e il cui nominativo dovrebbe essere anagantios, benché di questa parola potrebbero essere possibili altre versioni. La particella an- iniziale è senza dubbio privativa e il tema -agantio- sembra essere una forma participiale della radice ag- “condurre, andare, portare”, nell'irlandese antico troviamo infatti ag- con il medesimo significato, nel gallese agit “essi vanno”, nel latino ago, etc.
Perciò Anagan indicherebbe un periodo nel quale non si viaggia o forse vige il divieto di viaggiare, cioè in cui si resta e, probabilmente, si riposa. Il periodo dell'anno al quale fa riferimento, la fine dell'inverno, indica un momento in cui le provviste sono quasi terminate, la selvaggina scarseggia e la natura non si è ancora risvegliata, indicato perciò a preservare le energie.

#### Ogron
Mese del freddo.
Abbreviazione, anche nella forma ogronn, del nominativo ogronnios o ogronnos. È attestata anche una forma ogronu, che potrebbe essere però un errore di compilazione da parte degli autori del calendario di Coligny.
Il significato del termine sembra piuttosto chiaro e deriva dal celtico insulare ougro- che significa “freddo”. Lo stesso significato lo troviamo nel termine arcaico irlandese ùar e òcht e nel gallese oer.
Ogron è perciò un mese moderatamente freddo in rapporto a Riuros, mese del “grande freddo”.

#### Cutios
Mese delle invocazioni.
Lo troviamo al nominativo come gutios, cut- e al genitivo cutio, qutio, quti. Da notare l'alternanza della “c/q” con la “g”, già presente anche nel termine indicante il mese di cantlos/gantlos, con una netta predominanza della “c/q”.
Cutios/Gutios è prossimo al termine dell'irlandese arcaico guth “voce” e al gallico gutuater “invocatore”. Il significato della parola sarebbe dunque: “mese delle invocazioni”.

#### Giamon
Fine dell'inverno.
Abbreviazione di giamonios o giamonis dall'etimologia molto chiara in quanto la parola contiene direttamente il termine gallico che indica l'inverno giamo-. Potrebbe in tal senso indicare l'inizio o la fine dell'inverno, ma il nome del mese successivo simiuisonna contenente il termine celtico per la primavera non lascia dubbi sulla seconda ipotesi. Fine dell'inverno.

#### Simiuis
Metà primavera.
Anche questa è una forma abbreviata e nel calendario di Coligny la troviamo anche trascritta in semiuiso-, simiuiso-, -sonna- ecc. Il nominativo è simiuisonna e con tutta probabilità è una parola composta dal prefisso simi- o semi- “mezzo”, da cui il latino semi, il greco hemi-, il sanscrito sami- e il termine uisonna- che indica anche nell'indoeuropeo arcaico la primavera e che diventa in gallese arcaico guiannuin, nel cornico arcaico guaintoin, da cui uesnteino, in latino uer, in greco éar, in sanscrito vasantà- ecc. Ossia, traducendo letteralmente: metà della primavera.
Un'altra ipotesi vede nel termine sonna- il nome del sole e lo equipara a sonno-cingos “corso del sole”, ma in questo caso non viene preso in considerazione il prefisso simi- per cui l'interpretazione non è accettabile.

#### Equos
Mese dei cavalli.
Il nome di questo mese rappresenta un piccolo enigma, se sembra evidente che faccia riferimento ai cavalli avendo come omologo il termine latino equus indicante questi animali, con la trasformazione labio-velare della sequenza k + u in p, non si comprende allora perché ovunque altrove i celti indicassero i cavalli con la radice epo-!
Si suppone perciò che il termine equos sia un arcaismo la cui conservazione sia giustificata all'interno di un documento istituzionale quale il calendario druidico oppure che il termine sia derivato direttamente dal latino all'epoca della trascrizione dalle fonti orali del calendario stesso (I sec. d.C.).

#### Elembiu
Mese del cervo.
Decimo mese del calendario di Coligny, lo troviamo abbreviato anche in elemb.
Il termine contiene in maniera molto evidente la parola indoeuropea che indica il cervo elem-(bhos), affine al greco élaphos (elnbhos) “cervo”, al gallese elain (elani), all'irlandese arcaico elit (elnti) “capriolo, cervo”, ecc.
L'elembiu celtico ha forti corrispondenze con il nono mese del calendario greco-attico durante il quale si celebravano feste dedicate alla dea della caccia Artemide.

#### Edrini
Fine dell'estate.
Trascritto anche come aedrini-, probabilmente un arcaismo del periodo nel quale il dittongo ai non si era ancora contratto in ē, analogamente al caso di equos con la sua labio-velare inattesa.
Il significato è ancora sconosciuto, ma alcune ipotesi vedono in edrini- la radice aidh- che significa "ardore, fuoco" da cui poi il termine latino aestas da cui è derivata la nostra parola "estate".
In tal caso potrebbe significare l'inizio o il termine dell'estate, e vista la posizione del mese nel calendario si dovrebbe interpretare come "Fine dell'estate".
Se si considera il significato della radice aidh- possiamo interpretare il termine come "Fine del periodo dell'ardore" nel senso in cui in questo periodo dell'anno cessavano le guerre, come è poi attestato anche storicamente. Quest'ultima ipotesi è però meno consistente della prima, da preferirsi.

#### Cantlos
Tempo dei canti rituali.
Il significato del termine Cantlos, con la variante Gantlos così come per il mese Cutios/Gutios, probabilmente è simile a quello dell'irlandese arcaico cétal "canto, recitazione", del gallese cathl "canto, poema, inno", del bretone quentel "canto liturgico", tutti contenenti la radice indoeuropea kan- "cantare", da cui il latino canō, ecc.
Cantlos è dunque il mese del canto rituale.